# الکل پروپیل‌هپتیل
الکل پروپیل‌هپتیل (به انگلیسی: Propylheptyl alcohol) یک ترکیب شیمیایی با شناسه پاب‌کم ۲۴۸۴۷ است. 